# Lessico famigliare (programma televisivo)
Lessico famigliare è stato un programma televisivo italiano in onda dal 7 maggio al 4 giugno 2018 su Rai 3, condotto da Massimo Recalcati. Il programma, che si compone di 4 appuntamenti, ha come tematica la famiglia, raccontato attraverso un linguaggio psicoanalitico con il contributo di interviste e citazioni di vari personaggi che vanno dalla psicologia alla cinematografia. Nelle 4 puntate si analizzano il ruolo e la figura della madre, del padre, del figlio e della scuola nella psicologia.